# 二硼化铝
二硼化铝是一种无机化合物，化学式为AlB2，为铝的硼化物之一。

## 制备及性质
二硼化铝可由硼和铝在800 °C的化合反应制得：
Al + 2 B → AlB2
铝和碳化硼（B4C）的反应也会产生二硼化铝，但也有Al3BC、Al3B48C2等产物生成。
二硼化铝和盐酸反应，生成氯化铝和硼烷。